# Ancien cimetière de Courbevoie
Le cimetière ancien de Courbevoie est un cimetière communal se trouvant 31 boulevard Saint-Denis et 3 place des Trois-Frères-Rocquigny à Courbevoie, dans les Hauts-de-Seine,.
Le cimetière est converti en espace vert. Les inhumations n'y sont plus possibles que dans des concessions existantes. Seules subsistent quelques sépultures dont l'architecture présente un intérêt patrimonial ou historique.

## Histoire
Ce cimetière est ouvert en 1783. Une fosse militaire contient les restes de six soldats allemands tués au combat de La Défense pendant la guerre de 1870.
Réhabilité entre 2010 et 2012 par le réaménagement de ses allées et la plantation de végétaux (arbre aux quarante écus ; arbre liège de l'Amour ; chitalpa de Tachkent ; cyprès de Lawson ; hêtre fastigié ; margousier ;  néflier du Japon ; oranger des Osages ; sapin d'Espagne ; séquoia pleureur ; tulipier de Virginie ; camélias), il est labellisé par la Ligue pour la protection des oiseaux.

## Personnalités
- Deux maires de Courbevoie :
  - Jacques Grébaut (ca 1785-1840), en fonctions de 1830 à son décès (colonne commémorative[5]),
  - André Grisoni (1886-1975), en fonctions de 1927 à 1944 ;
- Hercule-Philippe-Étienne de Baschi du Cayla (1747-1826), pair de France (inscrite à l'Inventaire général du patrimoine culturel[6]) ;
- Henri de Frémont (1913-2007), dernier occupant de l'Hôtel de Guines et auteur d'une monographie sur Courbevoie[7] (tombe de la famille des Salles) ;
- Gustave Larnac (1793-1868), député de la monarchie de Juillet ;
- Félix Ferri-Pisani-Jourdan (1809-1881) et son fils, Maurice Ferri-Pisani-Jourdan (1841-1921), généraux et comtes de Saint-Anastase, descendants du maréchal Jourdan ;
- Paul Gondolo (1813-1895), créateur de la biscuiterie  éponyme devenue Belin ;
- William Drooke Harrison (1822-1893), photographe né en Grande-Bretagne ;
- Edmond Asselin de Villequier (1834-1908), prêtre, vicaire de Courbevoie du 19 mars 1873 jusqu'à sa mort[8];
- George William Kilford (1834-1903)[9], membre de l'Institut des Actuaires (en). La rue de Courbevoie où il résidait porte son nom. À l'endroit de sa demeure, au no 30, s'élève une maison de santé protestante nommée « Les Tilleuls ». La ville l'acquiert et y inaugure, le 28 juillet 1930, l'« hôpital Marcellin Berthelot »[10], actuel « centre hospitalier Rives de Seine » ;
- Lucien Collin (1849-1919), baryton et compositeur de musique ;
- Philippe de Félice (1880-1964), pasteur de l'Église réformée de France, auteur d'ouvrages de théologie et d'histoire religieuse ;
- Sœurs de la Providence de Portieux (carré à l'abandon) ;
- membres de la direction du « Château des Violettes », qui accueillait  des jeunes filles en difficulté au 41 rue de Colombes (actuelle bibliothèque municipale) ;
- famille Lepeltier, dont la chapelle est inscrite à l'Inventaire général du patrimoine culturel ;
- Eugène Cohat (1817-1862), instituteur et directeur d'une école primaire de garçons, à qui ses élèves ont élevé un tombeau en forme de sarcophage ;
- famille Dingreville-Vigouroux, dont la tombe s'orne d'un médaillon signé du sculpteur Paulin Bertrand représentant le négociant Louis Antoine Vigouroux (1844-1913) ;
- 6 soldats allemands morts au siège de Paris, pendant la guerre franco-allemande de 1870.

## Illustrations

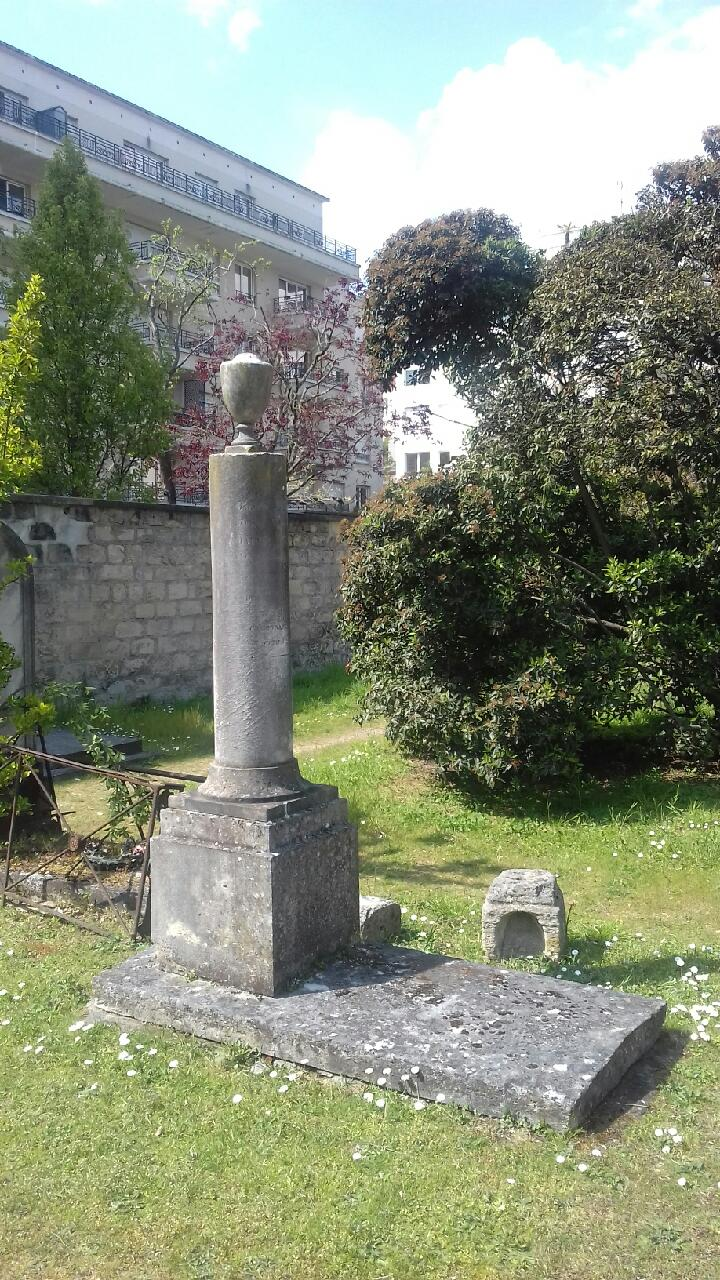
Tombe Grébaut.
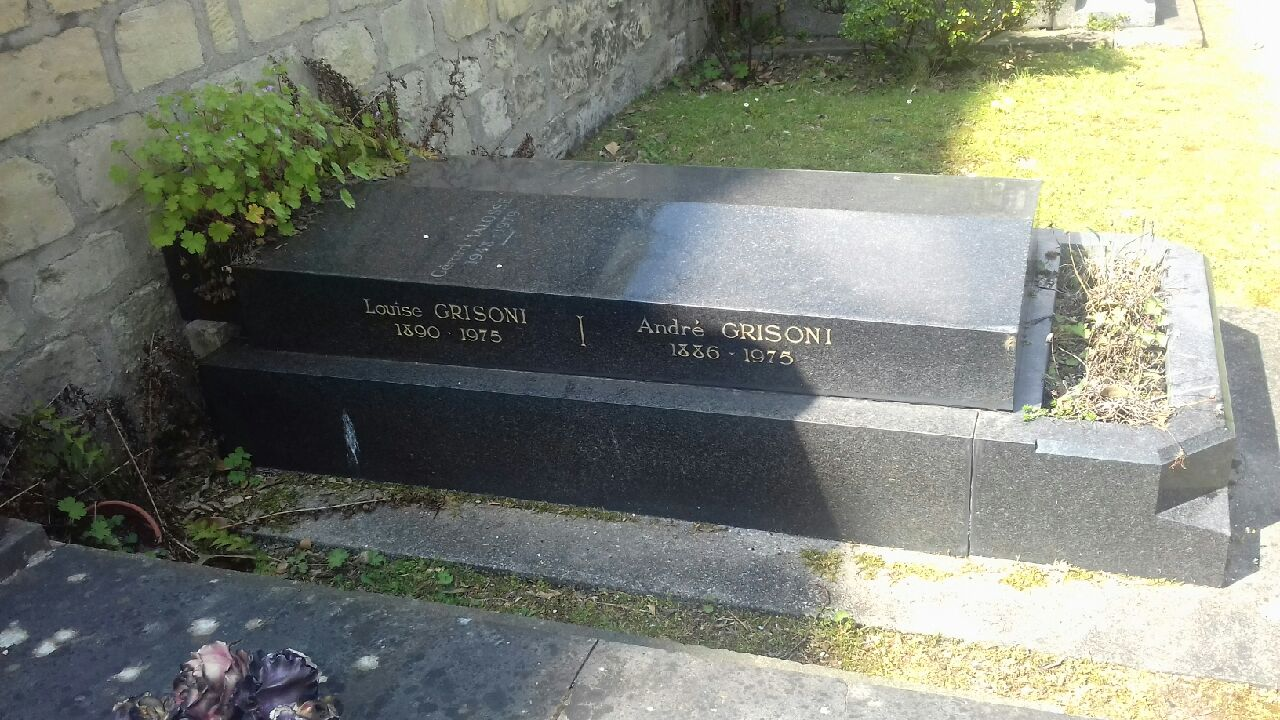
Tombe Grisoni.
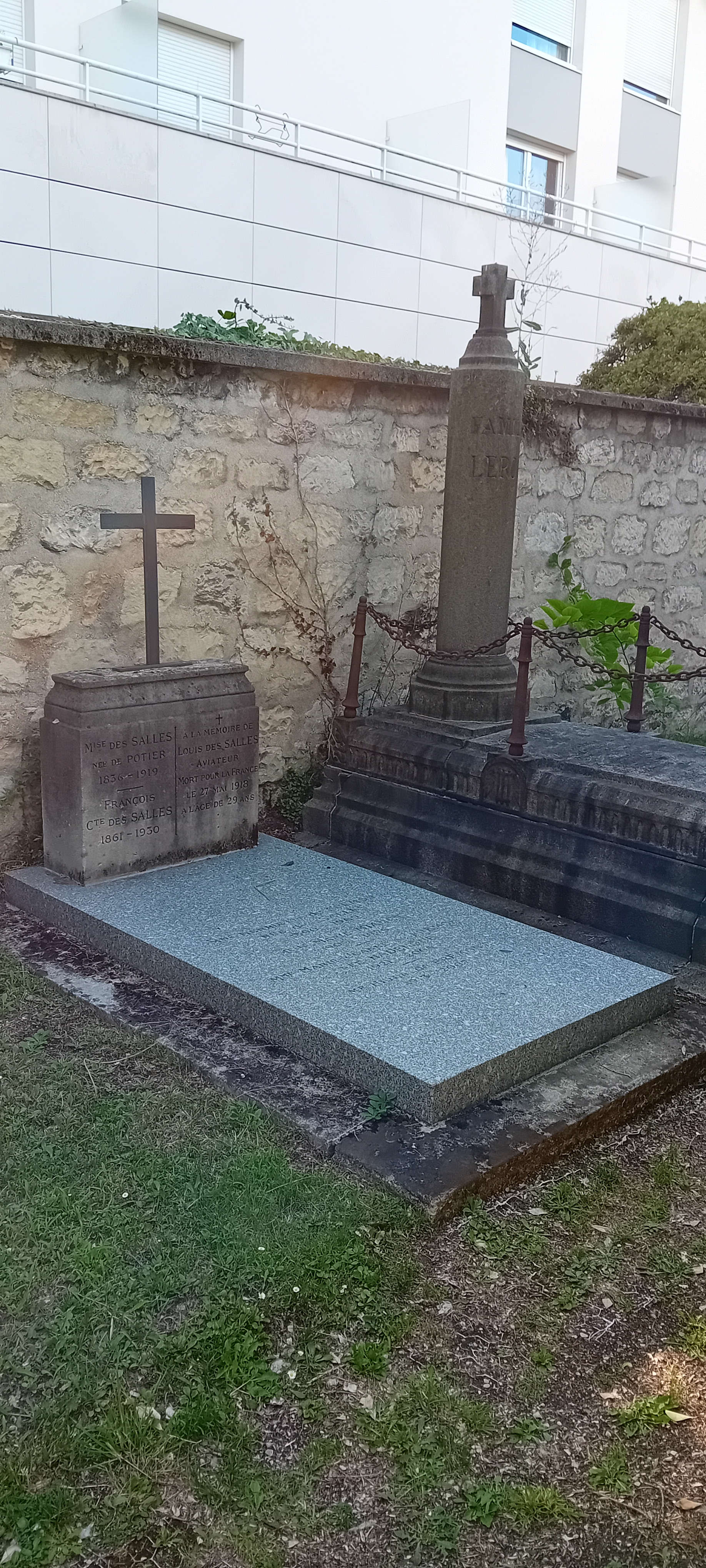
Tombe des Salles.
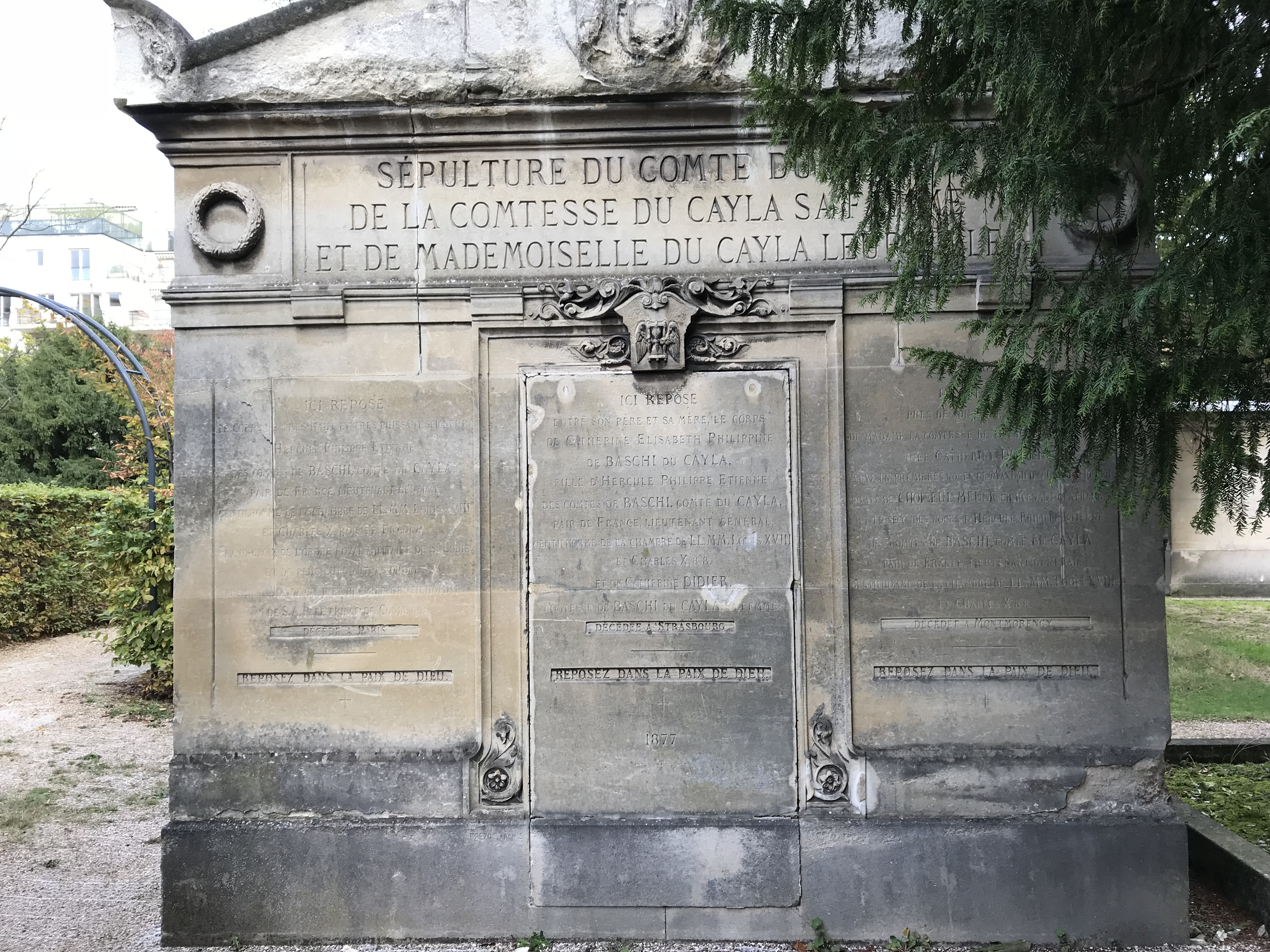
Chapelle du Cayla.
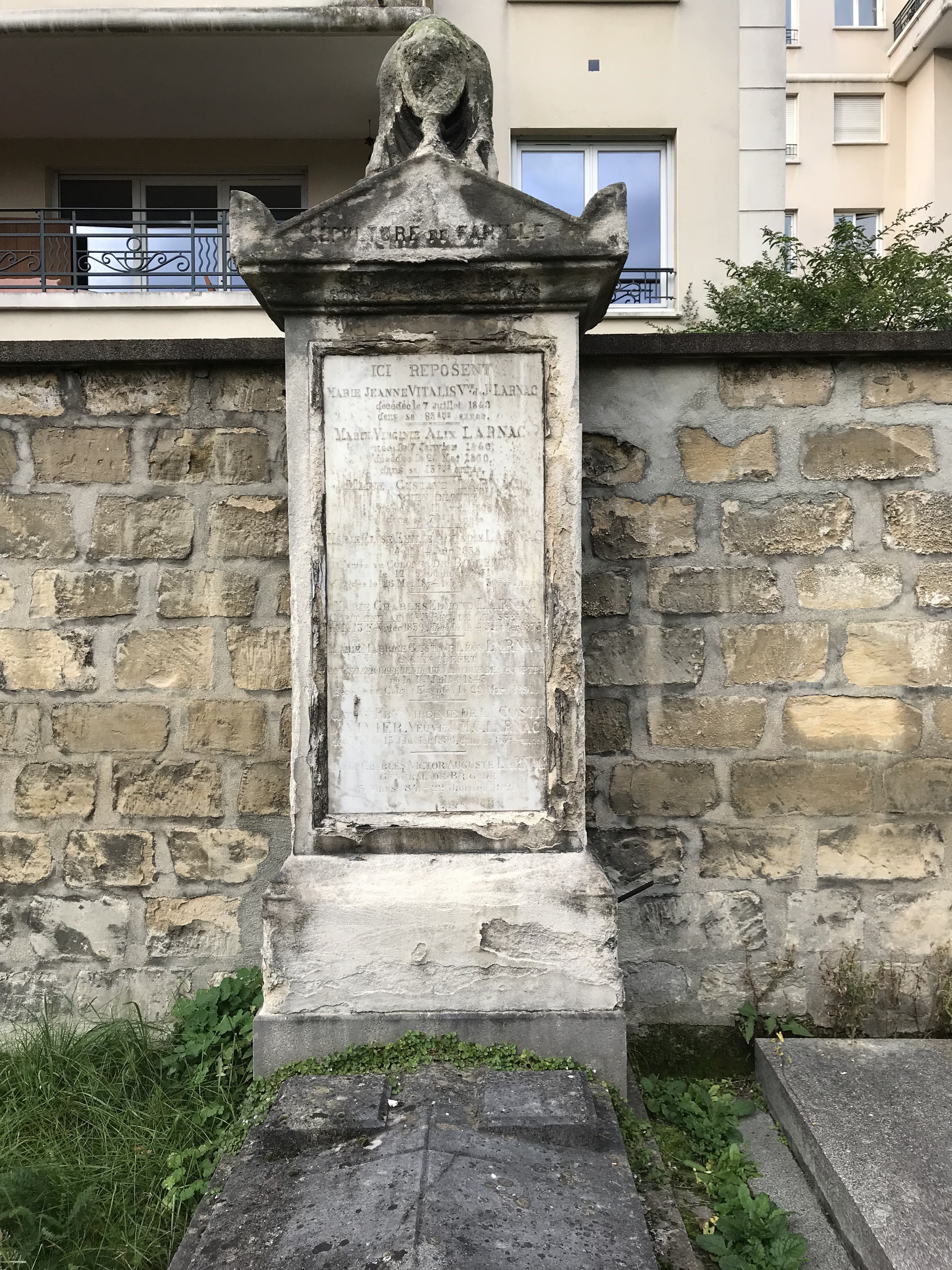
Tombe Larnac.
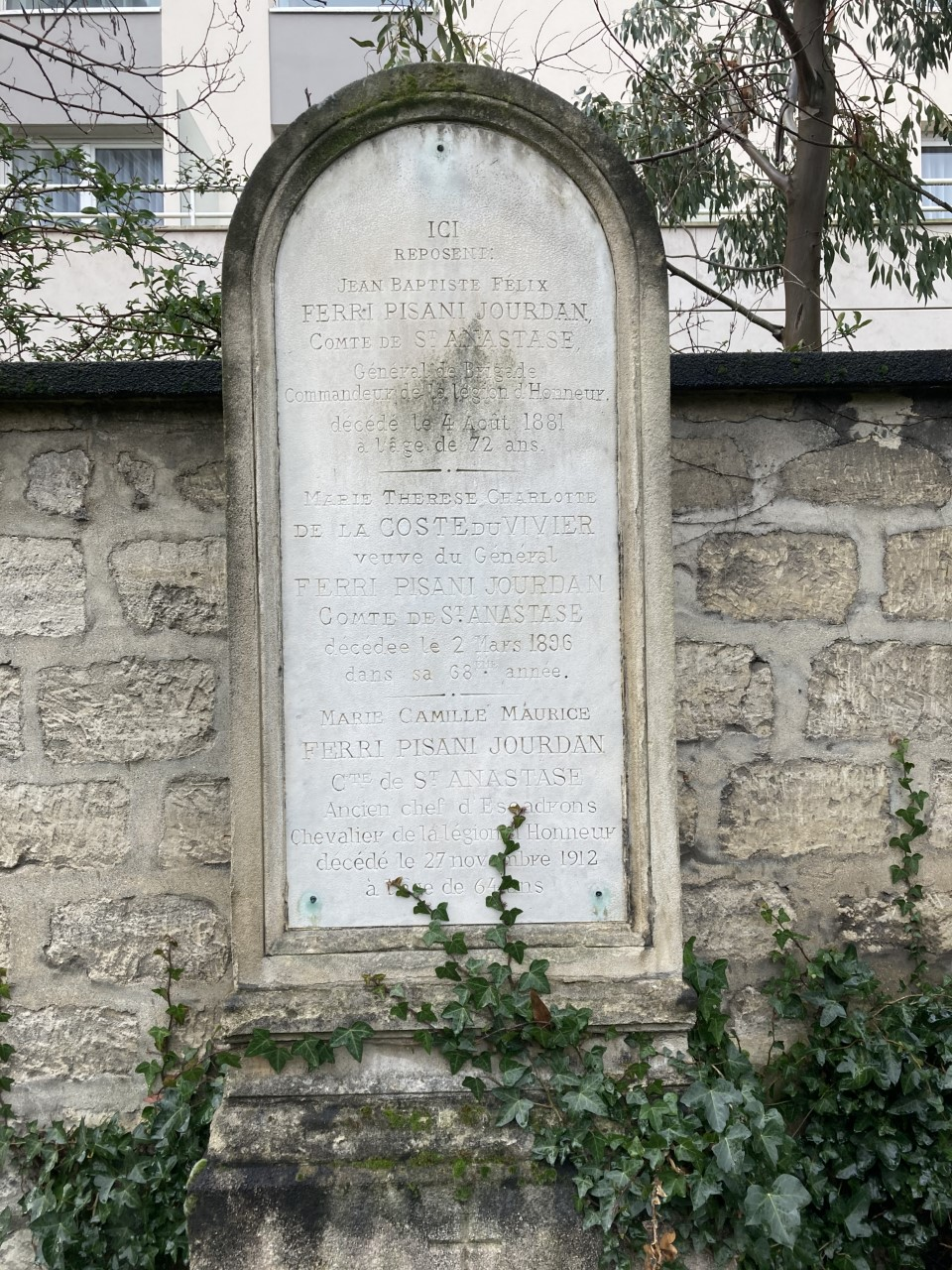
Tombe Ferri-Pisani-Jourdan.
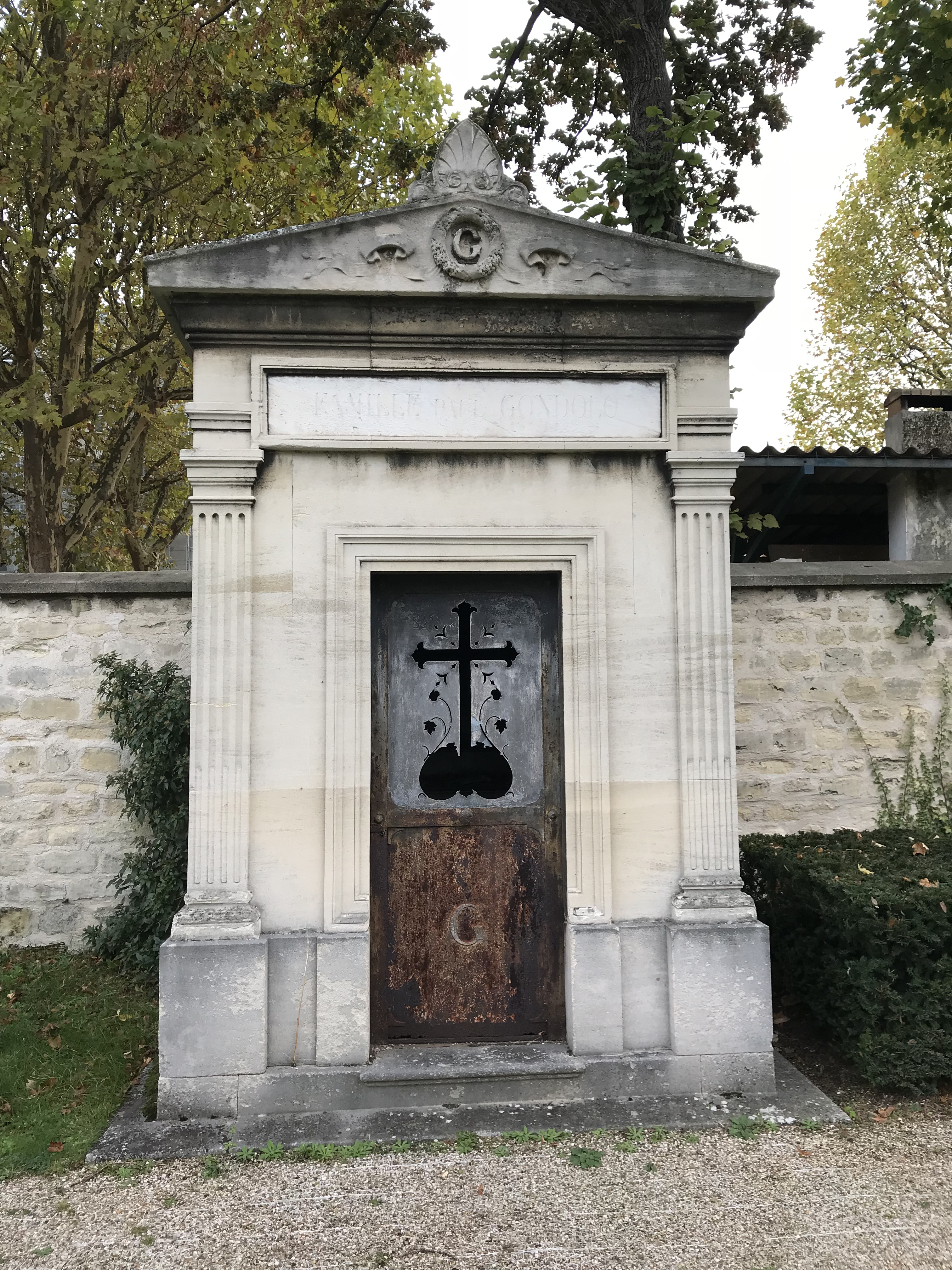
Chapelle Gondolo.
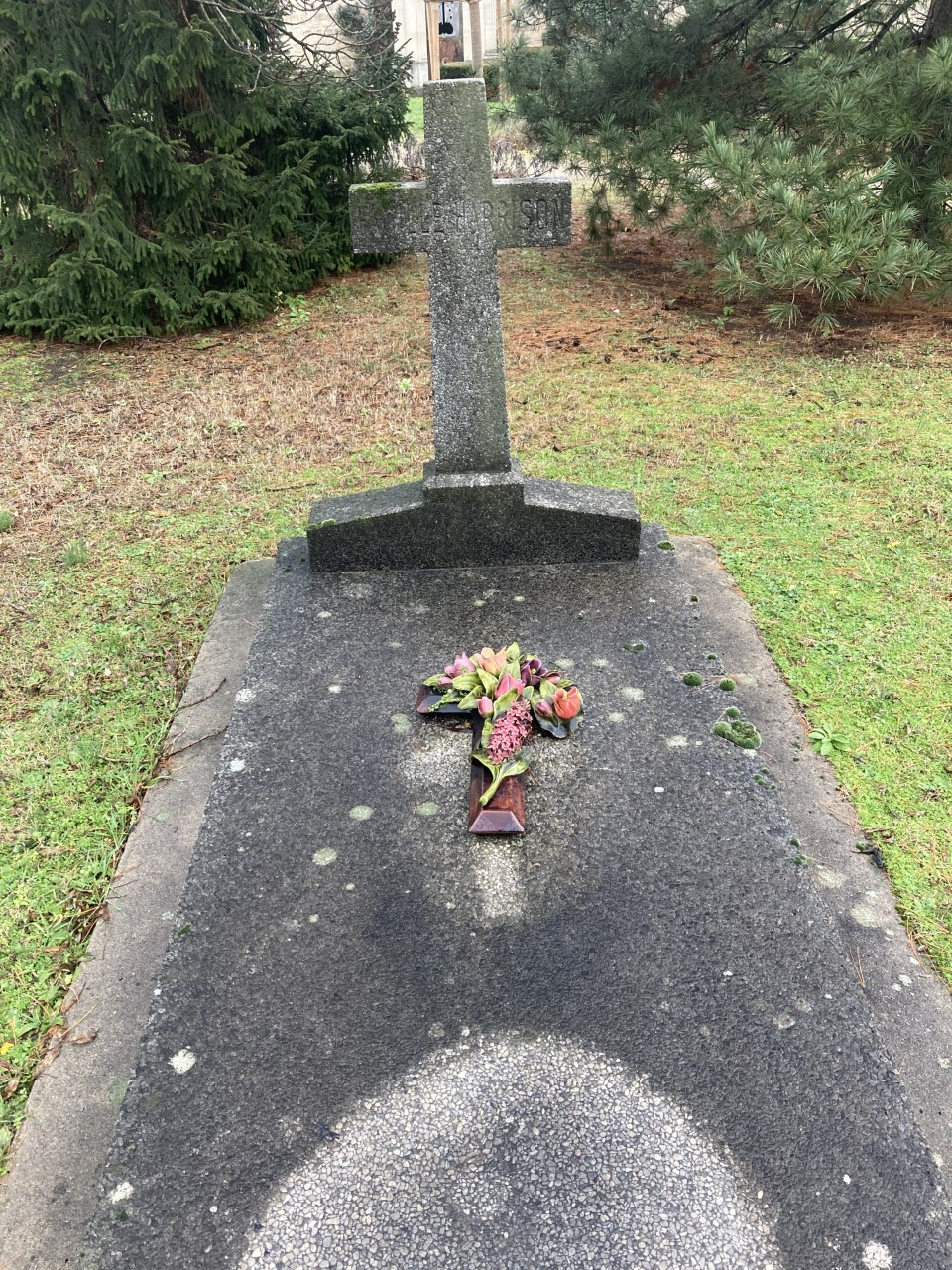
Tombe Harrison.
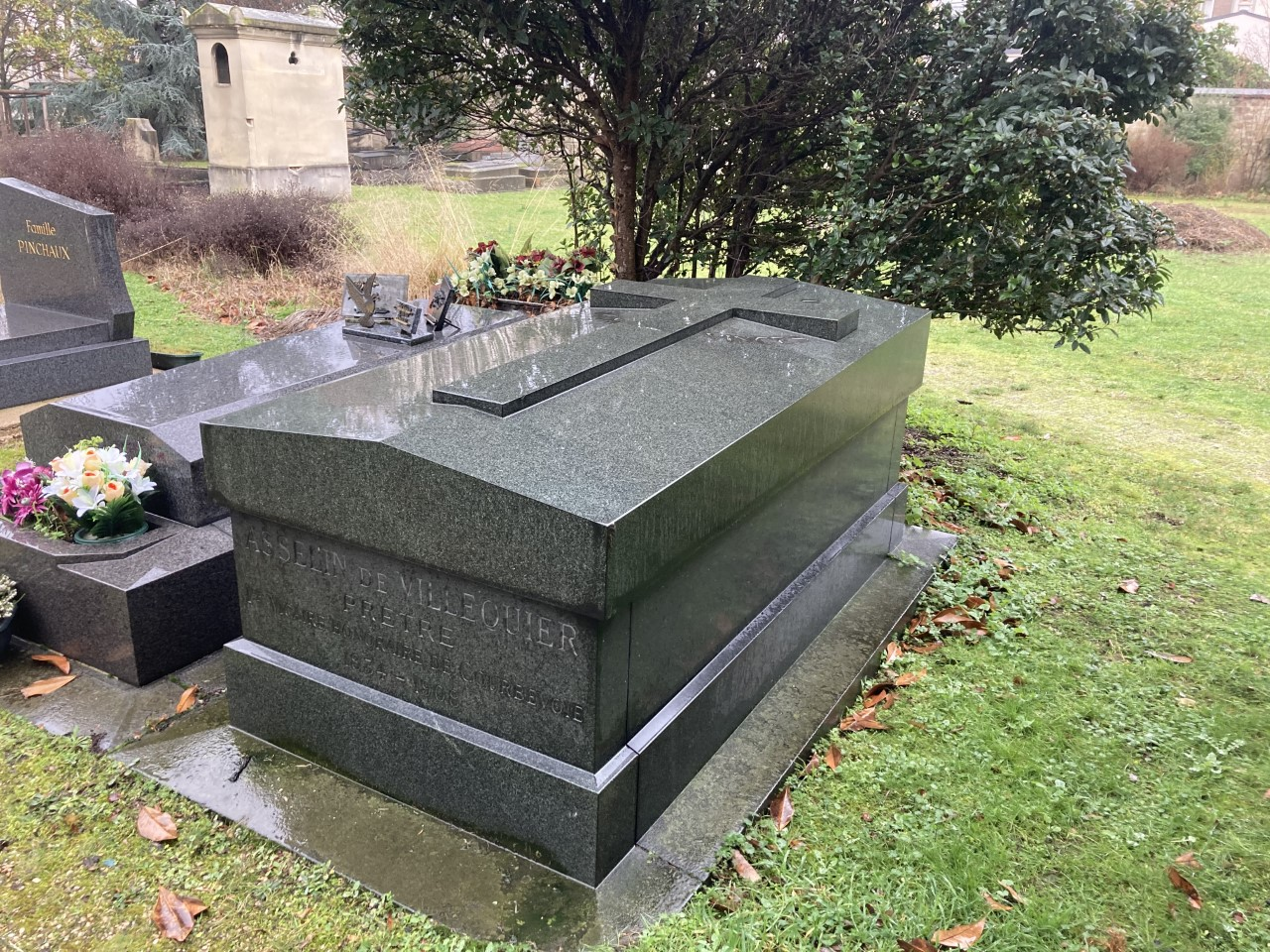
Tombe Asselin de Villequier.
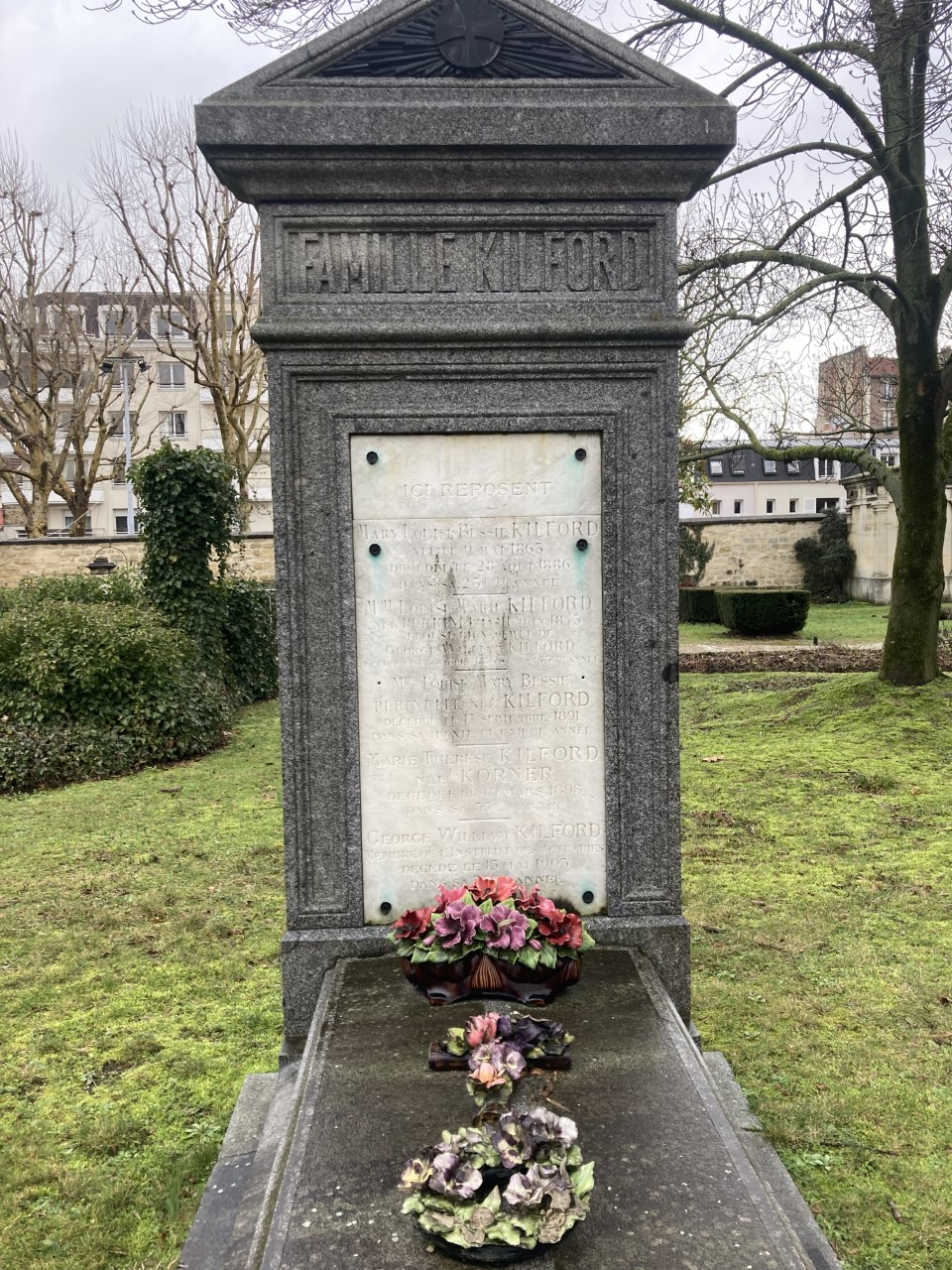
Tombe Kilford.
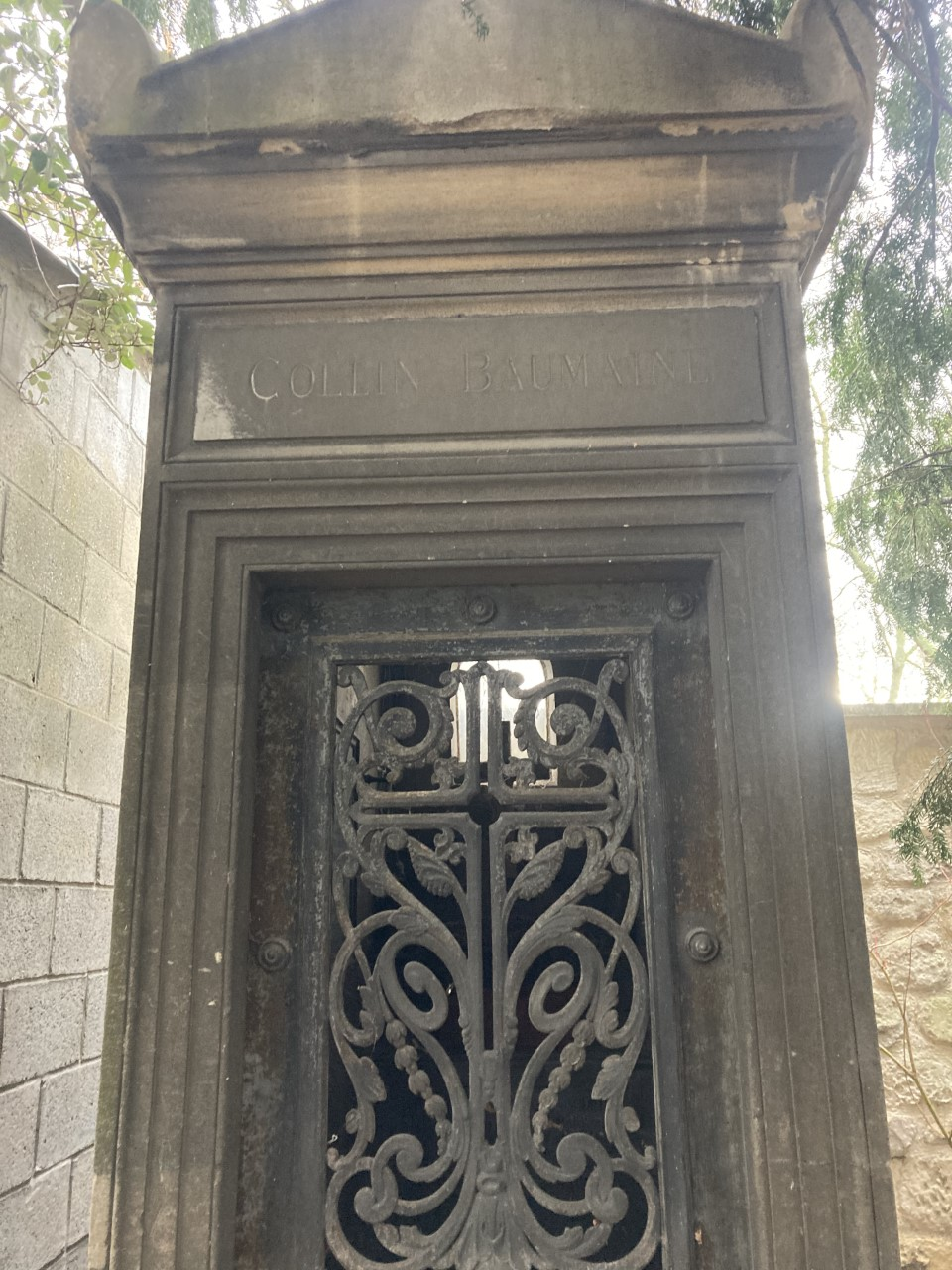
Chapelle Collin-Baumaine.
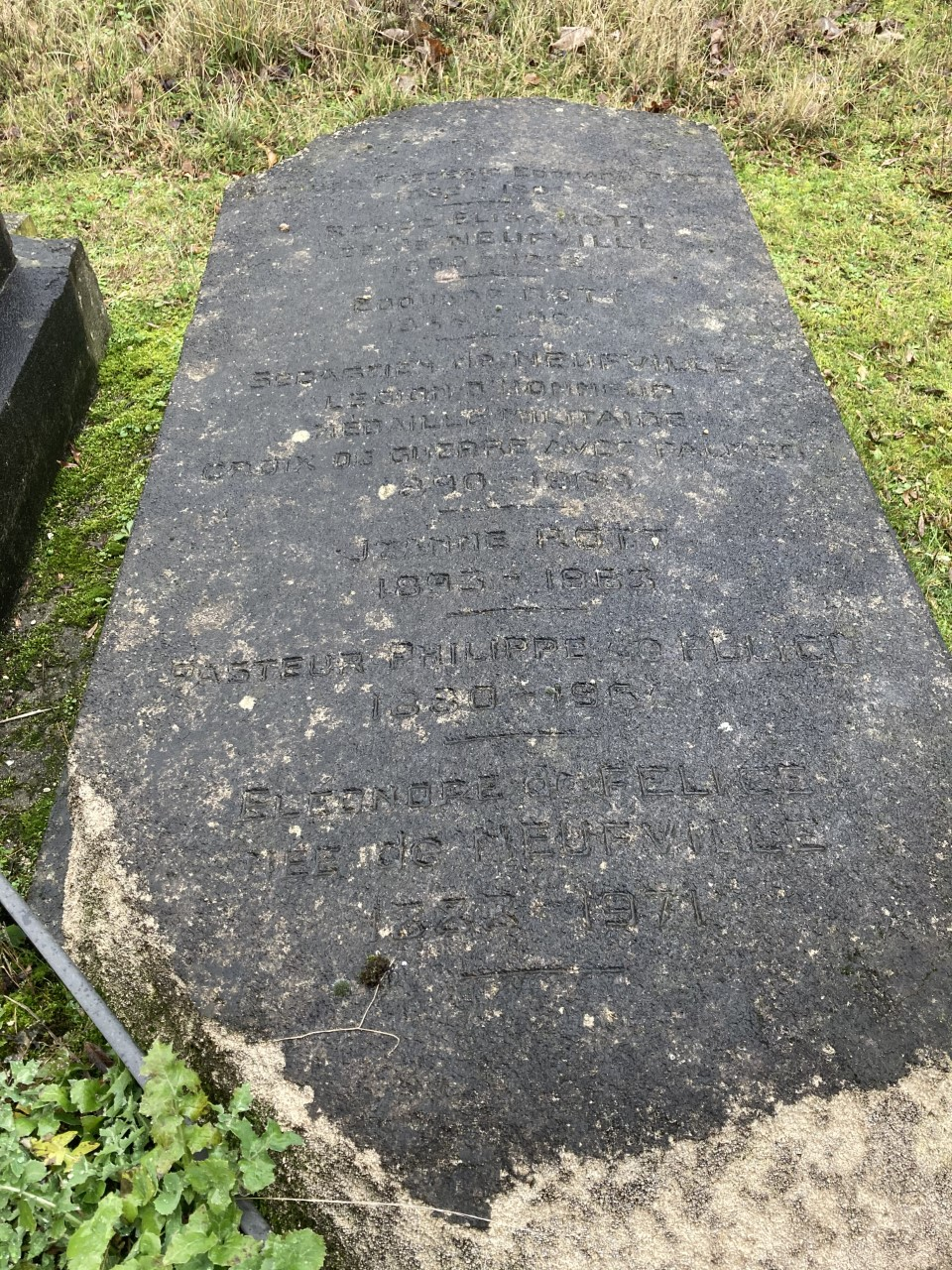
Tombe de Neufville-Félice.
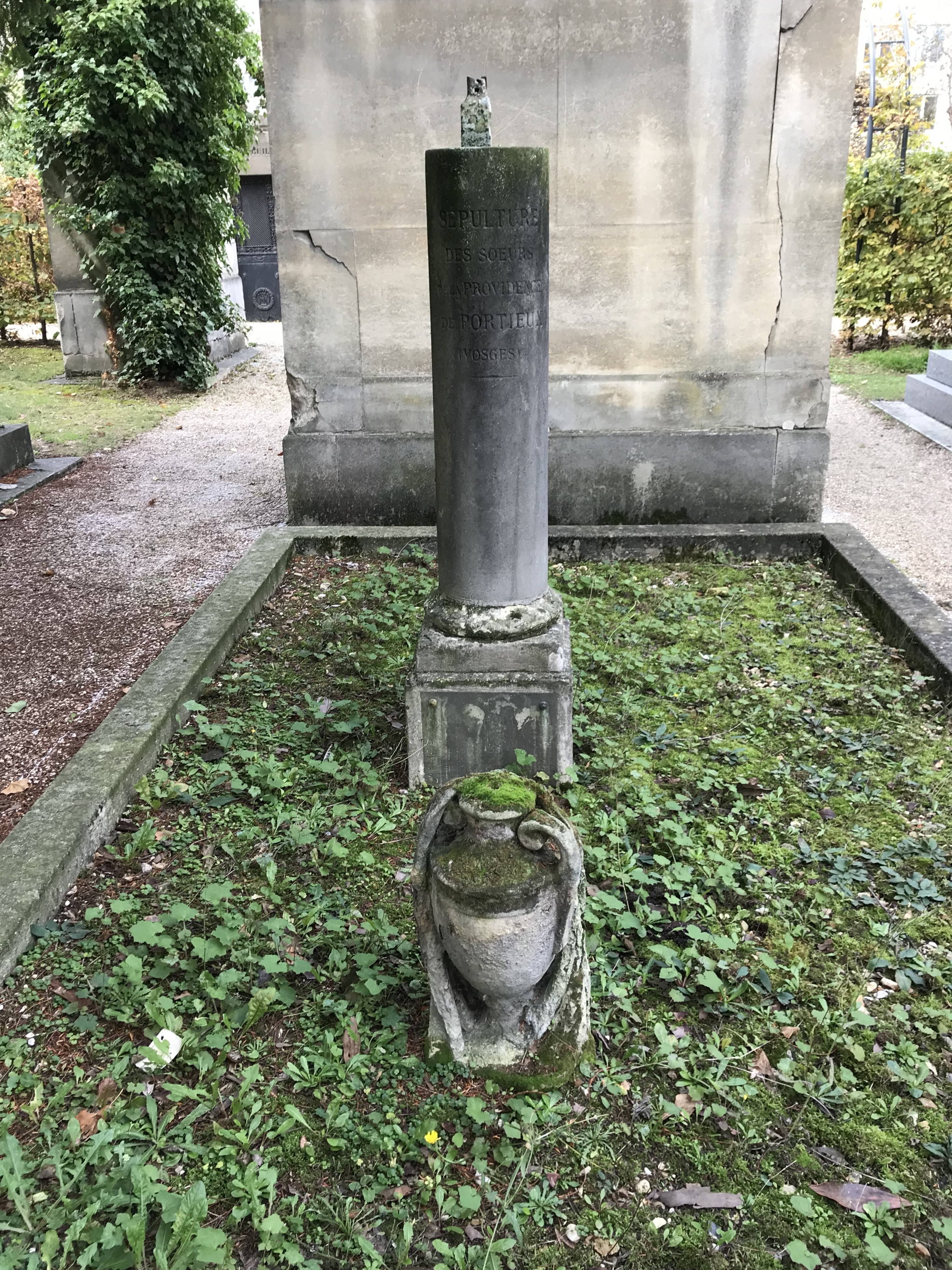
Carré des Sœurs de la Providence de Portieux.
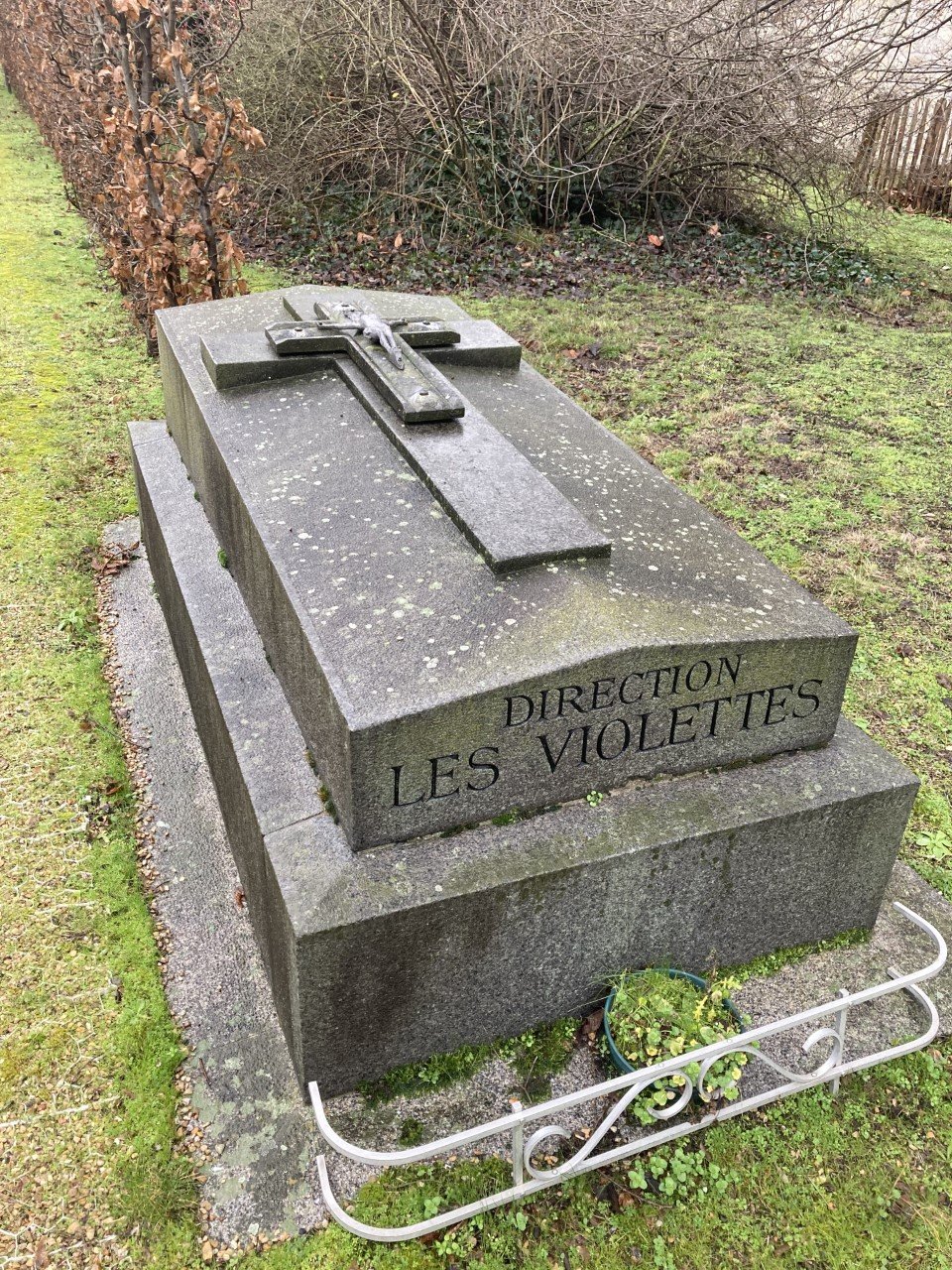
Tombe du Château des Violettes.
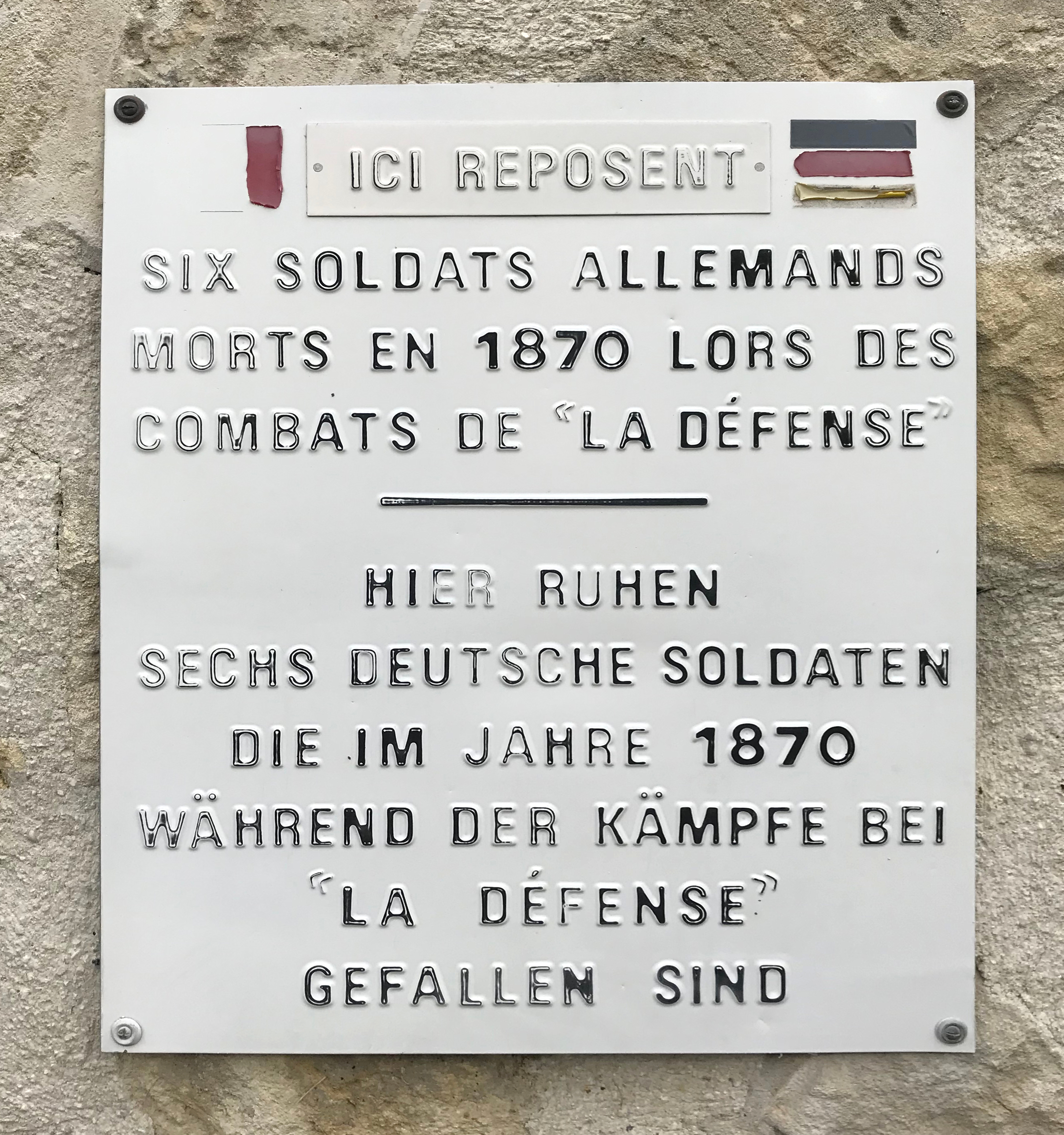
Plaque honorant les soldats allemands morts en 1870.
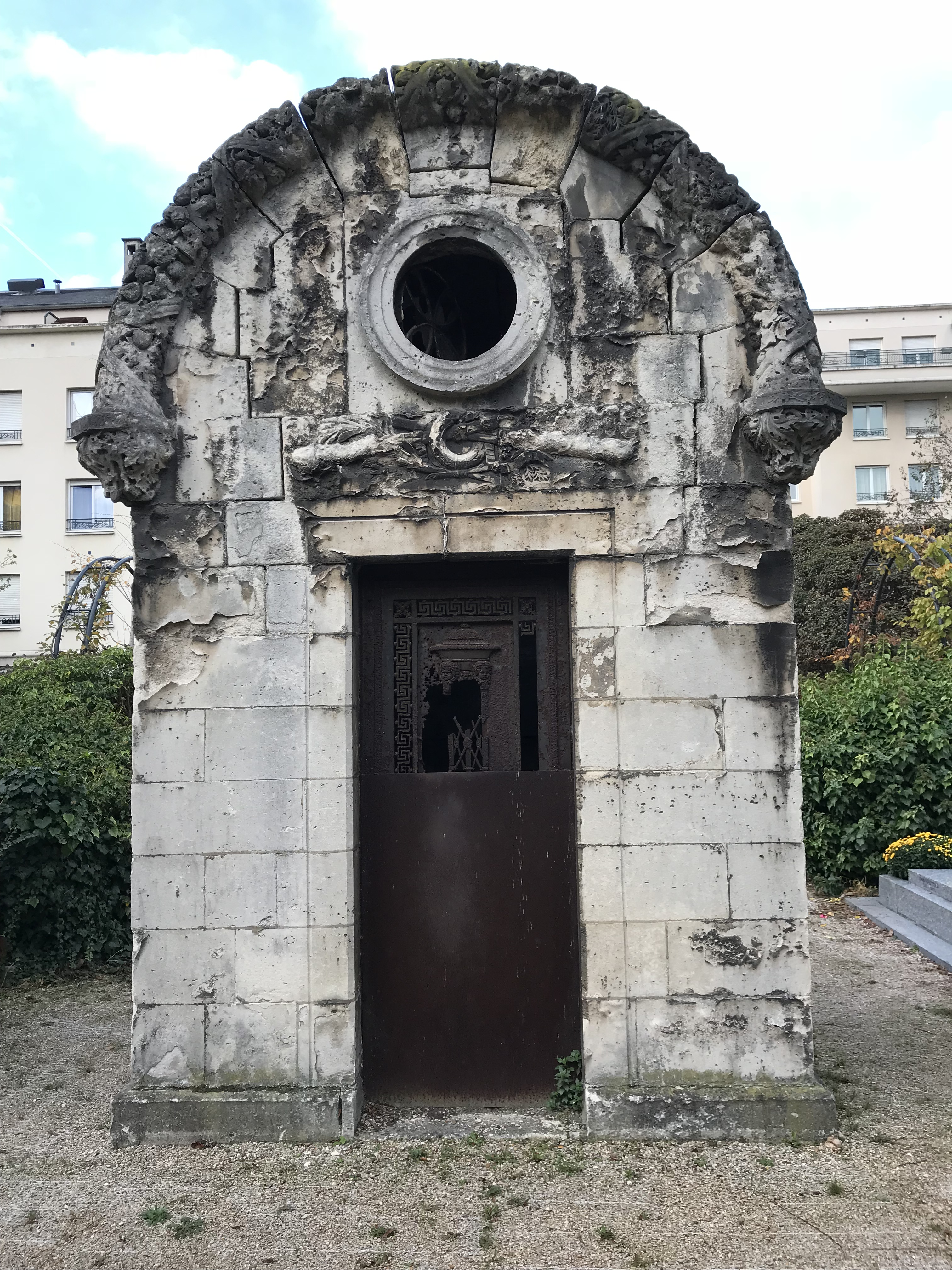
Chapelle Lepeltier.
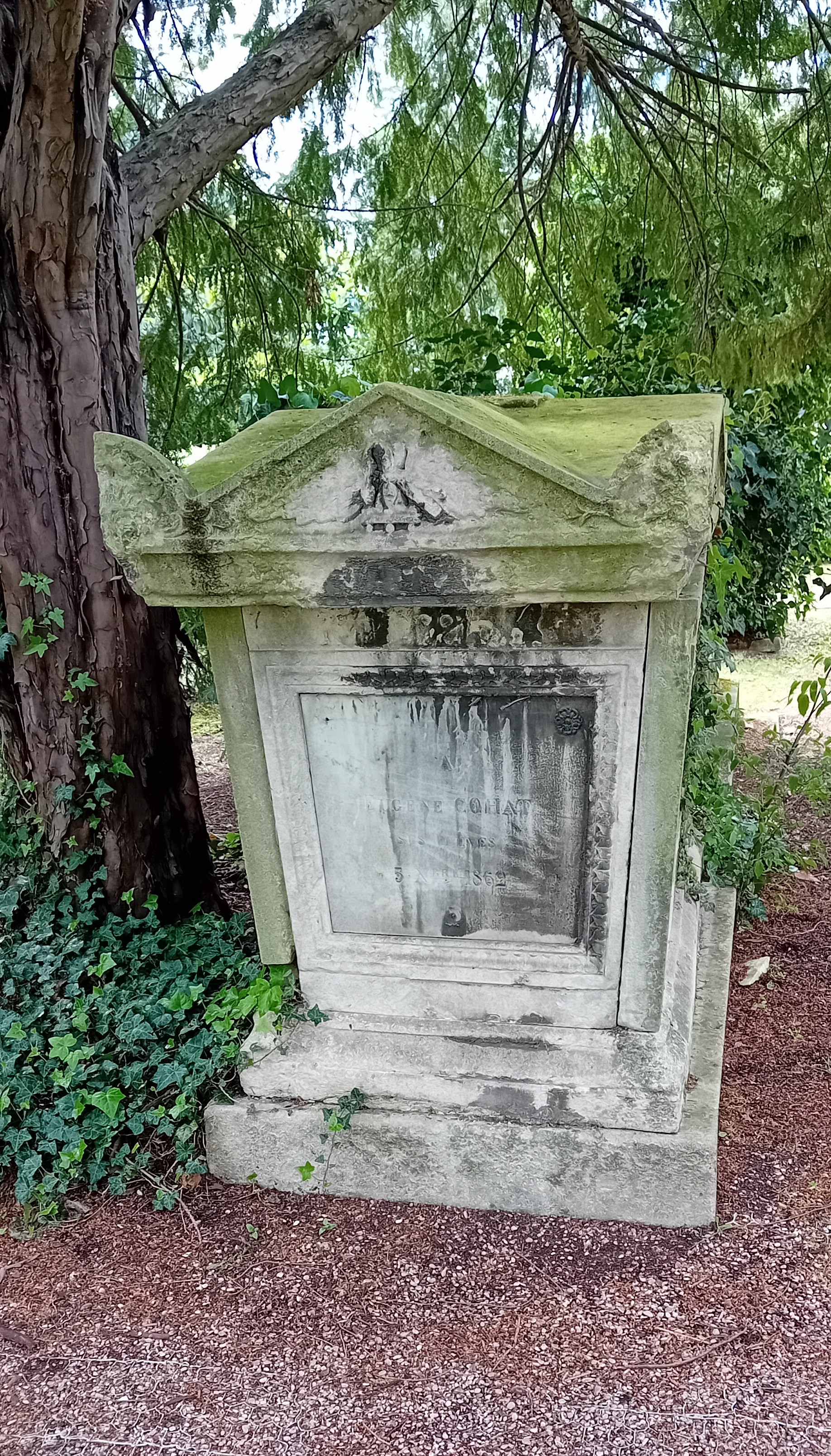
Tombe Cohat.
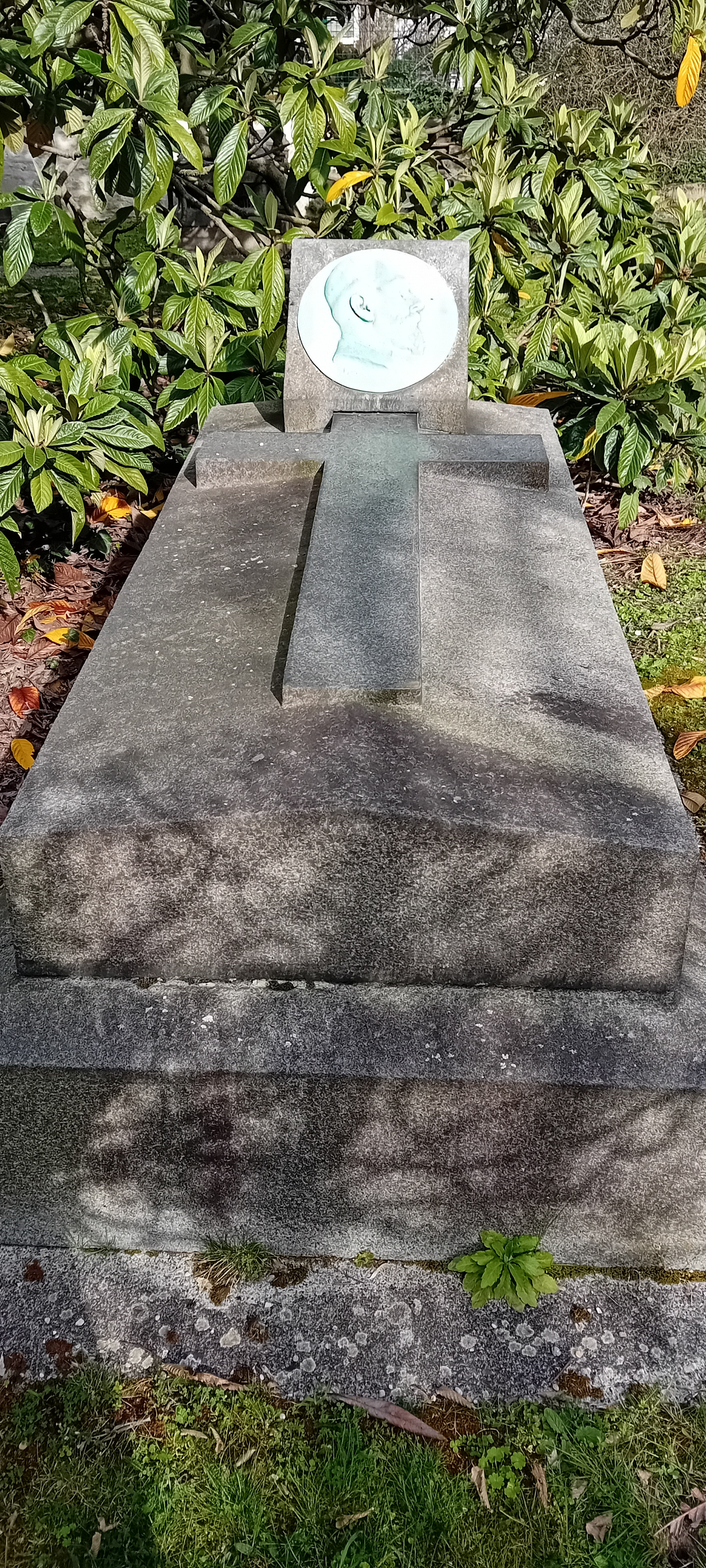
Tombe Dingreville-Vigouroux.
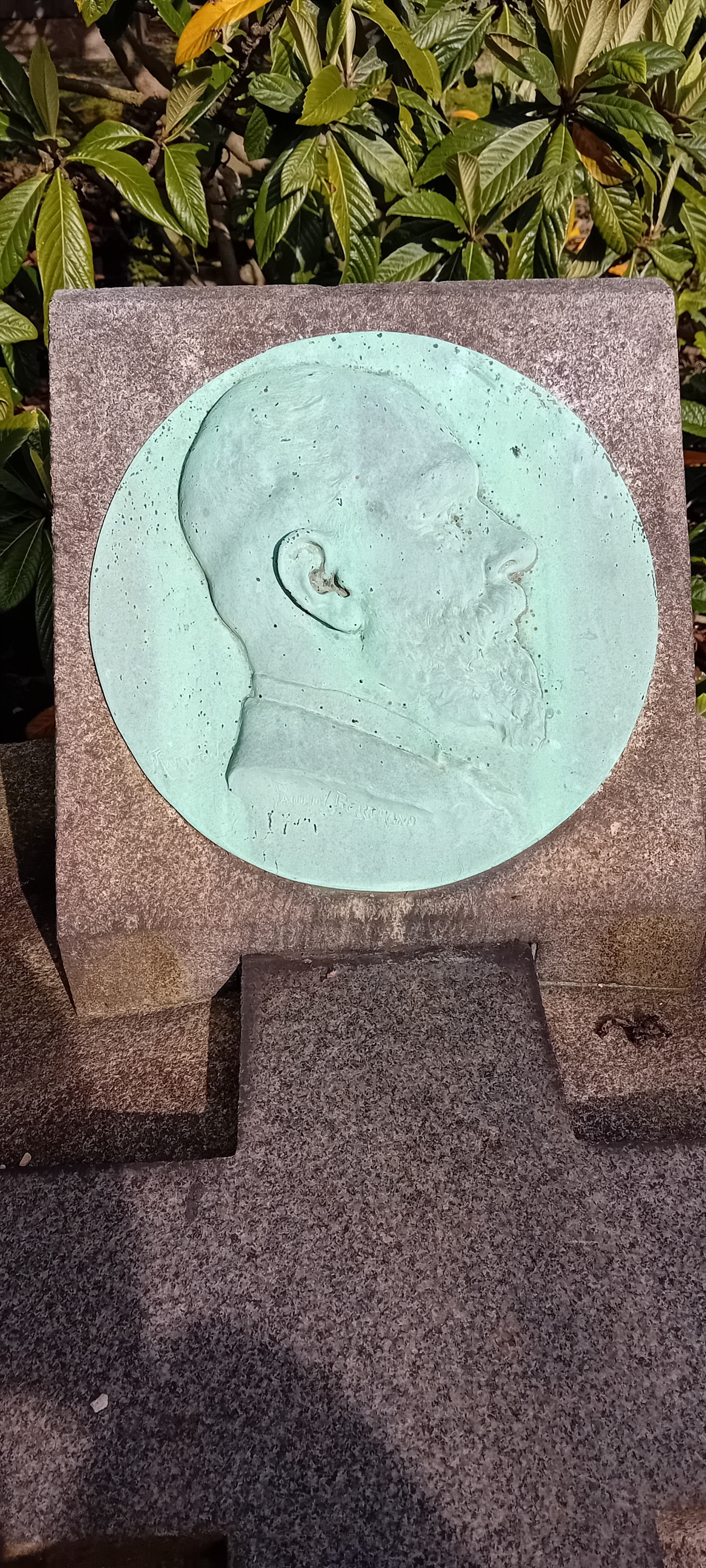
Tombe Dingreville-Vigouroux (détail).

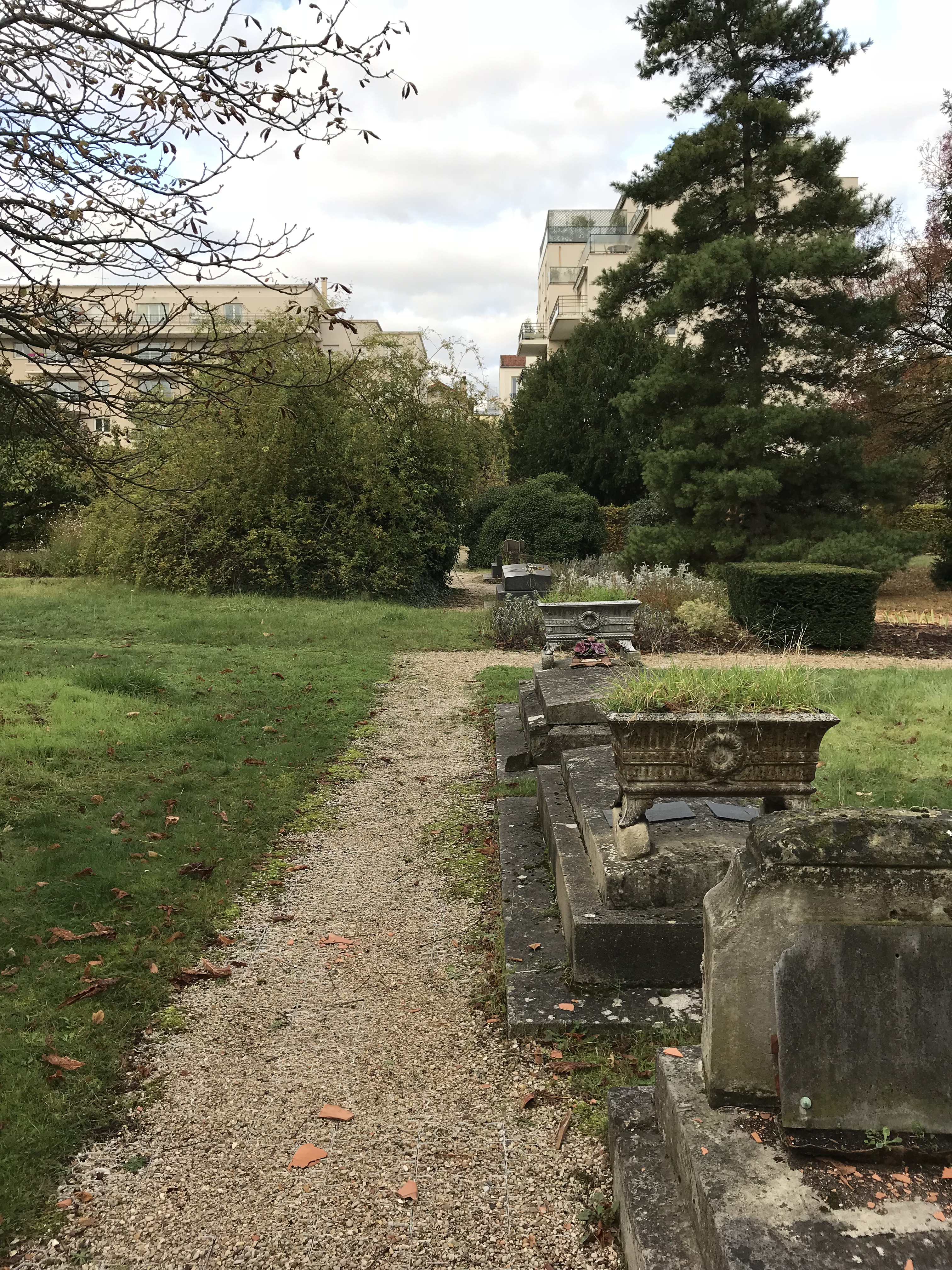
Une allée.
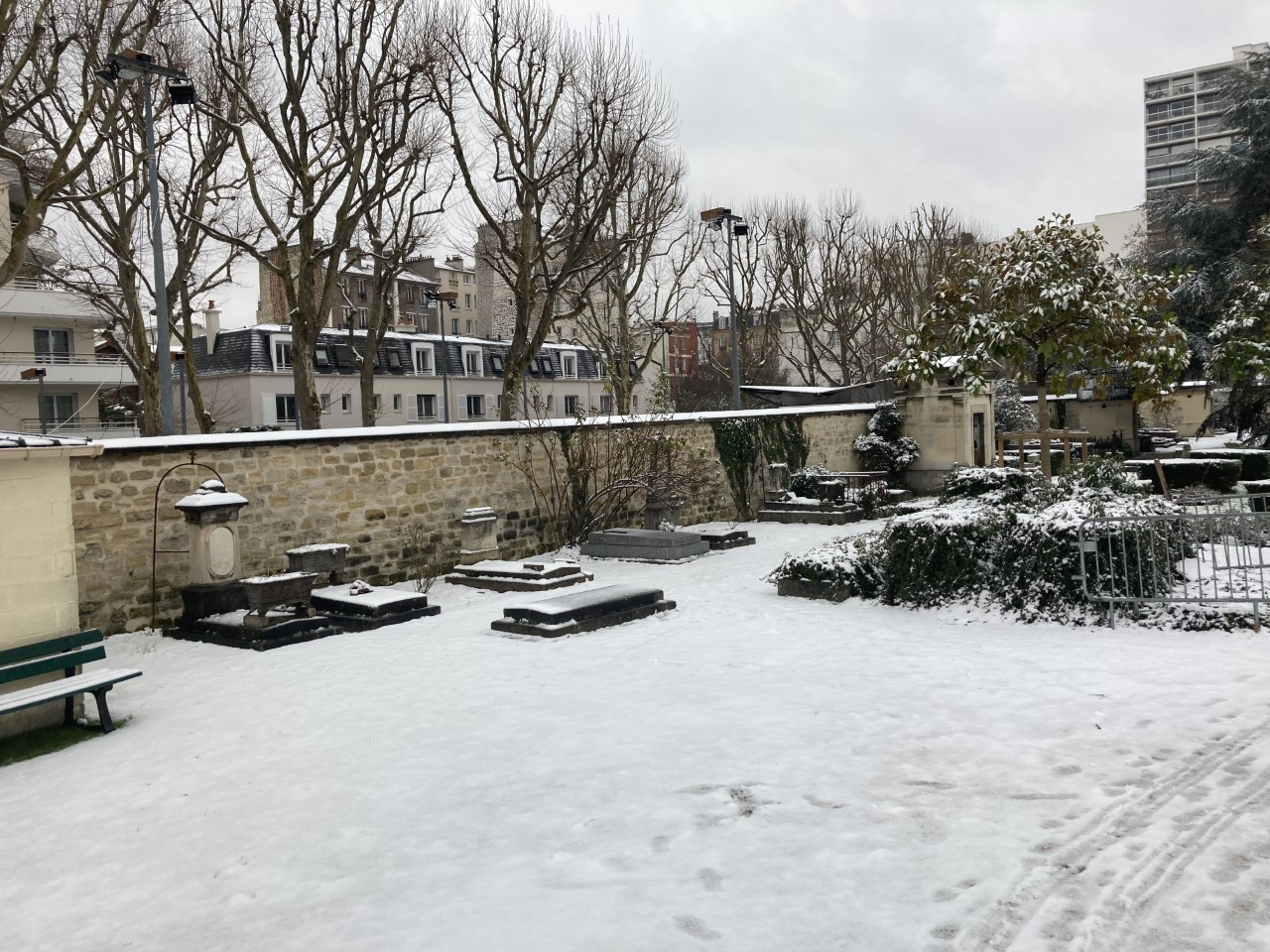
Sous la neige.
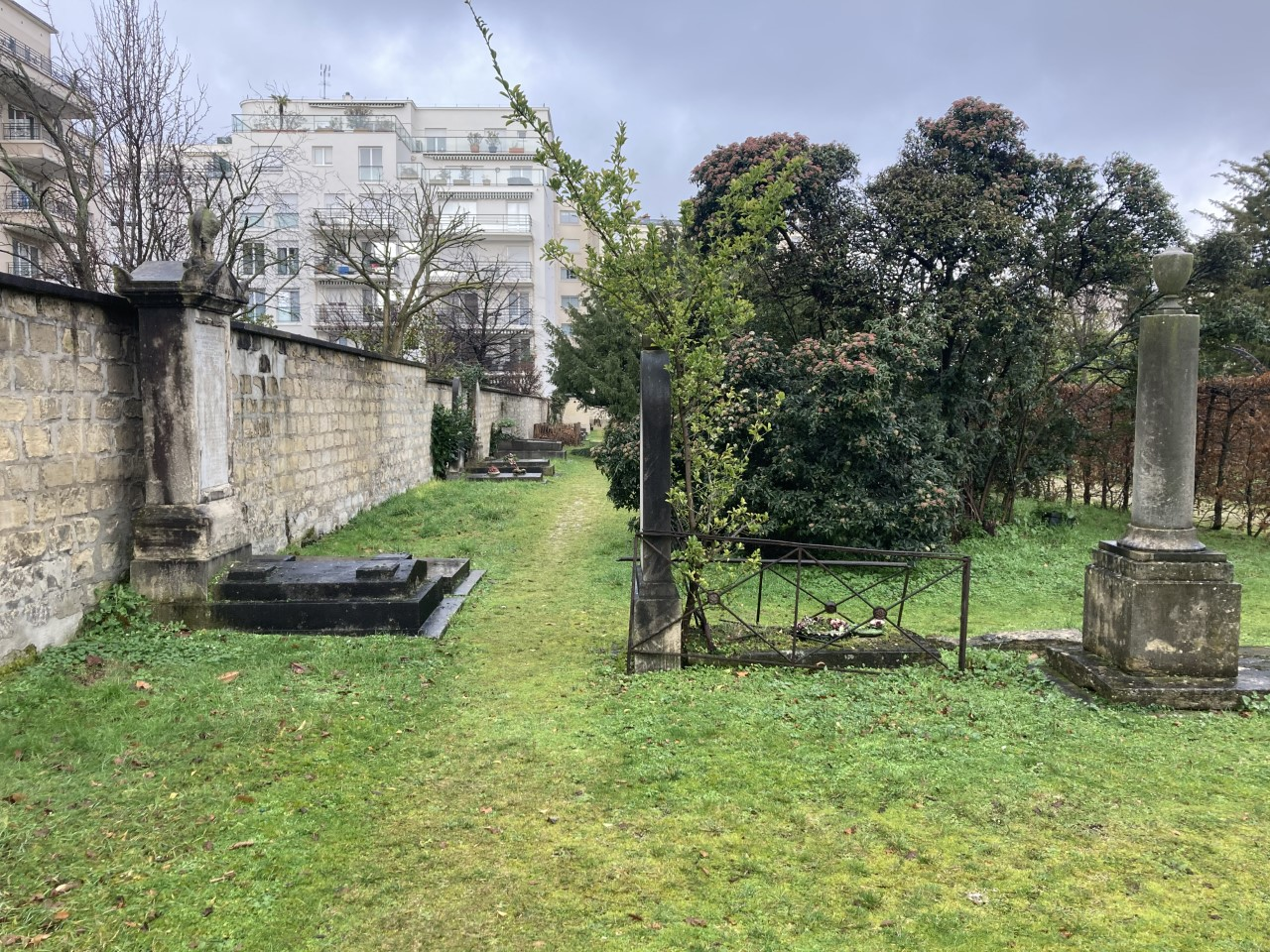
Une allée.